# Megalitski malteški hramovi
Megalitski malteški hramovi je skupina prapovijesnih megalitskih spomenika na Malti od kojih je sedam upisano na UNESCO-ov popis mjesta svjetske baštine u Europi 1980. godine kao "najstarije samostojeće građevine na svijetu. Oni su nastali kao rezultat lokalnih inovacija u procesu kulturne evolucije, što je dovelo do razdoblja koje nazivamo Ġgantija kultura (3600. – 3200. pr. Kr.), nakon koje je uslijedila Saflieni kultura (3000. – 2500. pr. Kr.) koja je kulminirala u razdoblju Tarxien kulture (od 3150. – 2500. pr. Kr.), čime je završilo doba megalitskih spomenika.
Ostali prapovijesni megalitski lokaliteti koji nisu upisani na UNESCO-ov popis su: Borġ in-Nadur (Birżebbuġa), Kordin III., Il-Bidni, Xemxija, Hal Ginwi, Tal-Quadi, Ta' Marżiena, Ta' Raddiena, L-Imramma, Buggiba, Santa Verna, Tas-Silġ (Żejtun) i kompleks tragova isklesanih u stijeni Misraħ Għar il-Kbir (Dingli) i drugi.

## Popis zaštićenih lokaliteta UNESCO-a
| Slika | Ime                         | izgradnja                 | Lokacija            | Koordinate                                  | Bilješke |
| ----- | --------------------------- | ------------------------- | ------------------- | ------------------------------------------- | --- |
|       | Ġgantija                    | oko 3600. – 3000. pr. Kr. | Otok Gozo           | 36°01′48″N 14°09′39″E / 36.0300°N 14.1608°E | Dva hrama Ġgantija su najstariji megalitski hramovi na Malti iz neolita i jedni su od najstarijih ljudskih građevina na svijetu. Najvjerojatnije su izgrađeni za kult plodnosti, o čemu svjedoči njihov oblik od pet velikih apsida koji podjseća na kultni oblik žene, ali i brojne figurice "Venera" koje su pronađene na lokalitetu. Hramovi, od kojih je južni veći i stariji, su okruženi vanjskim zidinama i imaju tragove gipsa koji je nekada prekrivao i izravnjavao nepravilne zidove. |
|       | Ħaġar Qim ("Sveto kamenje") | oko 3600. – 3200. pr. Kr. | Kod sela Qrendi     | 35°29′38″N 14°15′48″E / 35.4940°N 14.2632°E | Kompleks hramova izgrađen od mekanog vapnenca globigerina, zbog čega je podosta oštećen pri čemu su njegovi vanjski zidovi isprani te se može vidjeti u njegovu unutrašnjost. Hram ima trilitonski portal, oltarnu klupu i ortostate, široko dvorište, okružne zidine s prolazima koji vode do hramova koji imaju blago različite oblike s dominantnim oblinama |
|       | Mnajdra (L-Imnajdra)        | oko 3500. – 3100. pr. Kr. | 500 m od Ħaġar Qima | 35°29′37″N 14°15′40″E / 35.4936°N 14.2611°E | Ovaj kompleks je organiziran oko kružnog dvorišta s tri združena hrama iznad strmine prema moru. Desni je sličnog oblika kao ostali malteški hramovi, lijevi je trolisni s originalnim ukrasima od udubljenja i trostrukim ulazom. Srednji i najmlađi hram, uklopljen između postojeća dva, ima četiri apside i nišu, konkavno pročelje, trilitonski portal, oltarnu klupu i ortostate. Ovaj treći hram je poravnan sa sunčevim suncostajom i ravnodnevicom tako da prve zrake sunca ljetnjg suncostaja osvijetle ivicu dekoriranog megalita između prve dvije apside, dok se isto događa s dekoriranim megalitom između druge dvije apside tijekom šimskog suncostaja. Tijekom ravnodnevica sunčeve zrake kroz portal osvijetljavaju najdalju nišu u središnjoj apsidi. |
|       | Skorba (Ta’ Skorba)         | oko 3500. – 3000. pr. Kr. | Għar Dalam          | 35°33′05″N 14°13′26″E / 35.5514°N 14.2239°E | Ovaj lokalitet je bio naseljen još oko 4850. pr. Kr., što ga čini najstarijim na otoku, i pripada tzv. Għar Dalam razdoblju iz kojega potječe 11 m dug zid zapadno do ulaza u hram. Od hrama su opstao samo pokoji monolit, primitivni cementni pod (torba) i veliki vapnenačka uspravna ploča visoka 3.4 m. Sjeverni zid je u boljem stanju, kao i manji klasični malteški hram iz mlađeg Tarxien razdoblja, istočno od starog hrama. |
|       | Ta’ Ħaġrat                  | oko 3000. pr. Kr.         | Mġarr               | 35°33′05″N 14°13′15″E / 35.5513°N 14.2209°E | Kompleks Ta' Hagrat se nalazi oko 1 km od Ta' Skroba hramova, a čine ga ostaci dvostrukog trolisnog hrama koji su nepravilniji i manji od ostalih na Malti, ali s dekoriranim megalitima. Selo Mġarr uz hramove je zapravo stoljećima starije od hramova (oko 3800. pr. Kr.) i tu je pronađeno mnogo keramike iz tog vremena (Mġarr kultura) |
|       | Tarxien                     | oko 3600. – 2800. pr. Kr. | Tarxien             | 35°31′17″N 14°18′16″E / 35.5215°N 14.3045°E | Kompleks od tri hrama je pronađen 400 metara istočno od Hipogeuma u Ħal-Saflieni i za razliku od ostalih hramova on je sa svih strana okružen modernim naseljem. Najstariji hram čine dvije paralelne polukružne apside s prolazom između njih. Južni istočni hramovi su izgrađeni kasnije i kopiraju stariji po obliku (polukružne simetrične apside s prolazom) ali prvi ima dva para apsida i izgrađen je od velikih monolita, a drugi ima tri para apsida precizinije klesanih monolita i bogatije je ukrašen raznolikim životinjskim motivima u plitkom reljefu. |